# Dentherona subrugosa
Dentherona subrugosa är en snäckart som först beskrevs av Legrand 1871.  Dentherona subrugosa ingår i släktet Dentherona och familjen Charopidae. Inga underarter finns listade i Catalogue of Life.